# Alamamas
Los alamamas fueron una tribu irritila que habitaba en una parte de la sierra al sureste de la laguna de Mayran en el actual estado mexicano de Coahuila. Estaban emparentados con los ochoes que también habitaban en la sierra de la región con la diferencia de que tenían un idioma diferente y costumbres diferentes. La lengua franca que utilizaban para comunicarse con las demás tribus de la comarca lagunera era el Náhuatl. Según las narraciones españolas, los alamamas estaban constituidos por siete parcialidades (Tribus con gobierno propio), eran una nación bastante pacífica y que recibió en paz a los españoles cuando llegaron, a diferencia de los ochoes que no aceptaron pacíficamente realizar un éxodo a las misiones evangelizadoras. Los españoles dejaron testimonio de algunas de las costumbres de este pueblo, tales como la de recogerse el cabello hacia arriba de la cabeza de una manera muy peculiar.